# Buéréré
Buéréré foi um programa de televisão infantojuvenil da estação de televisão SIC que estreou no ano de 1994. Criado pelo brasileiro Ediberto Lima, foi inspirado em diversos programas de auditório brasileiros. Produzido pela Ediberto Lima Produções, foi apresentado por Ana Marques entre 1994 e 1995, e pela cantora Ana Malhoa entre 1995 e 1998, sendo que Ana já era conhecida do público infantil, tendo vários discos editados desde 1986. Com o sucesso do programa, uma versão para os fins-de-semana foi criada em 1995, o Super Buéréré, também apresentado por Ana Malhoa.
O programa tinha várias personagens, como a Melzinho, o Sapo Filipe, o Boi Ré-ré, a Vaca Ré-ré, o Príncipe, as Anetes e as Mini-Anetes. Ao longo do tempo surgiram vários espaços, entre eles "Truques de Magia com Damião e Helena", "Eureka, agora eu sei" e o "Correio", onde eram mostrados os desenhos e as fotos enviadas pelas crianças. Em cada programa haviam convidados, sobretudo musicais.
A música tinha uma forte componente no programa e foram editados quatro discos com as músicas do programa, que juntos venderam mais de 240 mil cópias. O programa é considerado o mais visto de sempre na televisão portuguesa, com um share médio de 92% entre 1994 e 1998.
O último programa apresentado por Ana Malhoa foi para o ar a 27 de Dezembro de 1998. A partir do ano de 1999 o programa deixa de ter apresentadoras e passa a ser simplesmente um bloco infantil que incluía desenhos animados, terminando a 4 de Outubro de 2002, quando foi substituído pelo bloco  Ioiô .

## Apresentadoras
- Ana Malhoa (1995-1998)
- Ana Marques (1994-1995)

## Personagens
- Boi Ré-Ré
- Vaca Ré-Ré
- Melzinho
- Croko
- Anetes
- Mini-Anetes
- Sapo Filipe
- Macaco Hadriano[4]

## Discografia
- Buéréré (1996, Som Livre)[4]
- A Turma Big Buéréré (1996, Som Livre) [5]
- Buéréré Super (1997, Som Livre)
- Super Rock Buéréré (1998, Som Livre)[6]